# Переяславська вулиця (Київ, Дарницький район)
Перея́славська ву́лиця — вулиця в Дарницькому районі міста Києва, місцевість Бортничі. Пролягає (офіційно) вулиці Євгенія Харченка до територіальної автомобільної дороги Т 1016. 
Прилучаються вулиці Івана Богуна, Солодкий провулок, вулиця Хвойна, провулки Бджолиний та Лозовий. 

## Особливості забудови
Фактично усі будівлі по Переяславській вулиці, як парні номери, так і непарні, фактично розташовані у кварталах уздовж непарного боку вулиці Євгенія Харченка, у кварталах між вулицею Івана Богуна та Лозовим провулком. При цьому Переяславська вулиця не має проїжджої частини, розташованої між будівлями з парними та непарними номерами.

## Громадський транспорт
Маршрути автобусів (дані на 2013 рік)
№ 104: ст. м. «Бориспільська» — Бортничі (ФАП).
Маршрути маршрутних таксі (дані на 2013 рік)
№ 104: ст. м. «Харківська» — Бортничі (ФАП);
№ 152: Привокзальна площа — вул. Автотранспортна;
№ 529: вул. Автотранспортна — пр-т Червоної Калини (до супермаркету «Білла»; іноді — до вул. Милославської);
№ 543: ст. м. «Харківська» — вул. Автотранспортна;
№ 753: ст. м. «Харківська» — с. Гнідин.